# Palau de la Generalitat (Valencia)

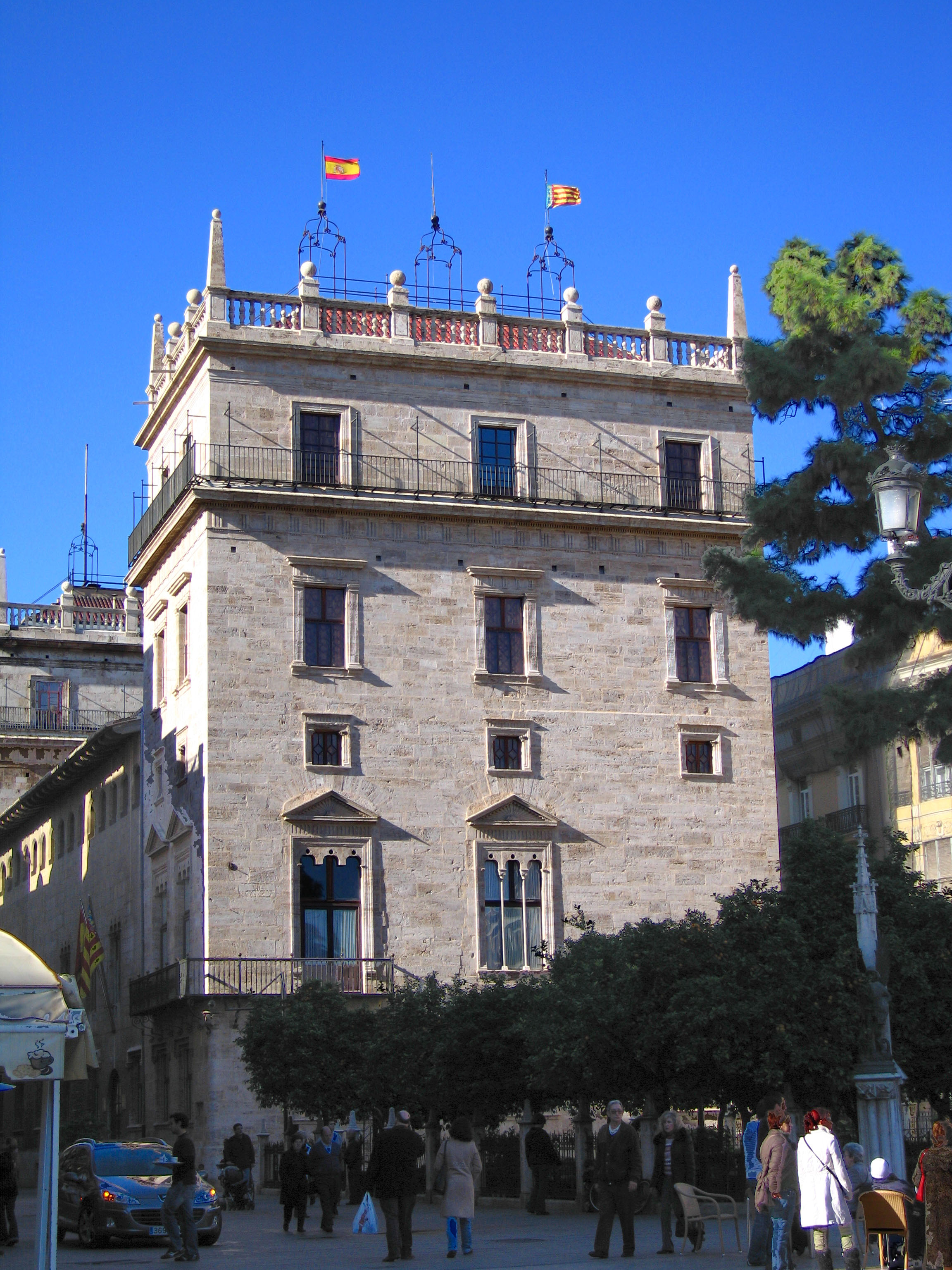
Het Palau de la Generalitat

Het Palau de la Generalitat is een gotisch gebouw in de binnenstad van de Spaanse stad Valencia. In het gebouw huisvest sinds 1982 de Generalitat Valenciana, de regionale overheid van de autonome gemeenschap Valencia. Het is oorspronkelijk gebouwd in 1421. Halverweg de 20e eeuw is het in de oude staat gerestaureerd, en is er een toren bij aan gebouwd in de stijl van de rest van het gebouw. 